# Блины (Ярославская область)
Блины — деревня в Большесельском сельском поселении Большесельского района Ярославской области.

## Население
По данным статистического сборника «Сельские населенные пункты Ярославской области на 1 января 2007 года», в деревне Блины не числится постоянных жителей.

## География
Деревня расположена в центральной части сельского поселения, на расстоянии около 1,5 км к югу от села Новое. Она удалена на 500 м к северу от правого берега малой реки Хмелевка, притока Свинцовки. На расстоянии около 1 км к западу от Блинов стоит деревня Хмельники, расположенная на дороге от села Новое с севера на юг до деревни Ботвино, основной дороге в этой части сельского поселения. Блины и Хмелевка стоят на одном поле, которое протянулось на север до Нового села, а с остальных сторон окружено лесами. С восточной стороны от Блинов на расстоянии около 1 км находится урочище Еремеево, небольшое поле в лесу по правому берегу Хмелевки, место бывшей деревни.